# Beechcraft AT-10 Wichita
Dimensions
Le Beechcraft AT-10 Wichita est un avion d'entraînement de la Seconde Guerre mondiale construit pour l'United States Army Air Forces (USAAF) par Beechcraft et la Globe Aircraft Company (en). Il était utilisé pour l'entraînement sur multimoteurs tels que les bombardiers et avions de patrouille.

## Développement
Beechcraft commença l'étude du Model 25 au début de 1940 à la suite d'une demande de l'United States Army Air Corps (USAAC), qui recherchait un petit bimoteur capable de former les pilotes au pilotage d'appareils multimoteurs à train rentrant. À l'époque, les autorités craignaient une pénurie d'aluminium, et il fut stipulé que l'appareil devrait être construit principalement à partir de matériaux « non stratégiques ». 
Beechcraft choisit de construire son appareil en bois et le prototype du Model 25 fut livré à l'USAAC pour être évalué, mais fut détruit dans un crash le 5 mai 1941. 
Le lendemain, Beechcraft commença à travailler sur le Model 26, qui fit son premier vol le 19 juin suivant. L'appareil fut accepté et les livraisons démarrèrent, sous la désignation AT-10 Wichita, en référence à la ville du Kansas où était située l'usine Beechcraft. À la fin de l'année 1942, 748 exemplaires avaient été livrés et jouèrent un rôle considérable dans la formation des pilotes de multimoteurs américains. La production fut arrêtée en 1943, 1 771 exemplaires ayant été produits, dont une bonne partie par Globe Aircraft.
L'appareil s'est révélé très stable et facile à piloter, ce qui fut considéré négativement par les responsables de la formation des pilotes US, ceux-ci devant piloter ensuite des avions d'armes souvent lourds, instables voire vicieux (Martin Marauder: le "Faiseur de veuves", la "Putain de Baltimore", etc.).

## Opérateurs

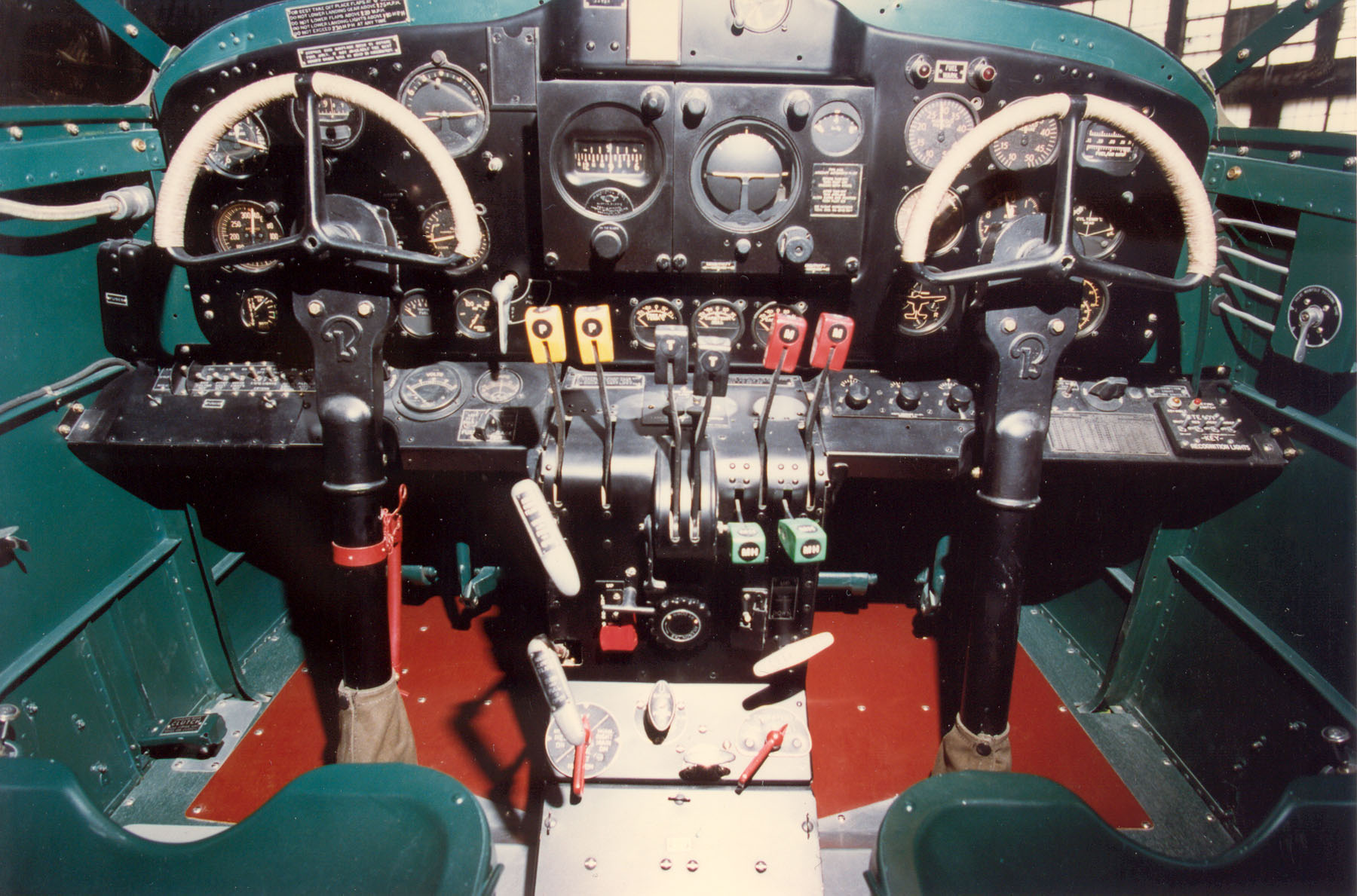
Intérieur du cockpit.

États-Unis
- United States Army Air Forces